# 文憑 (德國)
Diplom是一些欧洲国家的一种学位，包括：德国、奥地利、荷兰、瑞士、克罗地亚等。在其他国家，该学位通常被认证为学士学位、副學士學位或硕士学位。

## 德国
德国长期以来所实行的学位体制不同于其它欧美国家。德国在2010年学制改革前的学位没有学士和硕士之分，学生们通常需要一次性面临五、六年，甚至更长的学习时间，毕业后即获得该学位。
在德国应用科学大学毕业后获得Diplom FH学位。这类学校一般较侧重于实践应用，不过因为这类大学的学制较短，一般是四到五年，所以中国教育部认可该学位为国内的学士学位。
在德国综合大学毕业后获得的Diploma学位被中国教育部认可为学士学位。
德国另有Magister学位。
自2010年起该学位已逐步为Bachelor(学士)和Master(硕士)代替, 仅少数学生仍在学习.